# Kibramoa isolata
Kibramoa isolata is een spinnensoort uit de familie Plectreuridae. De soort komt voor in Mexico.